# ديغور
ديغور (بالكردية: Dîgor)، (بالأرمنية: Տիկոր)، هي إحدى مقاطعات محافظة قارص في منطقة شرق الأناضول، تركيا. يبلغ عدد سكانها 2647 نسمة.

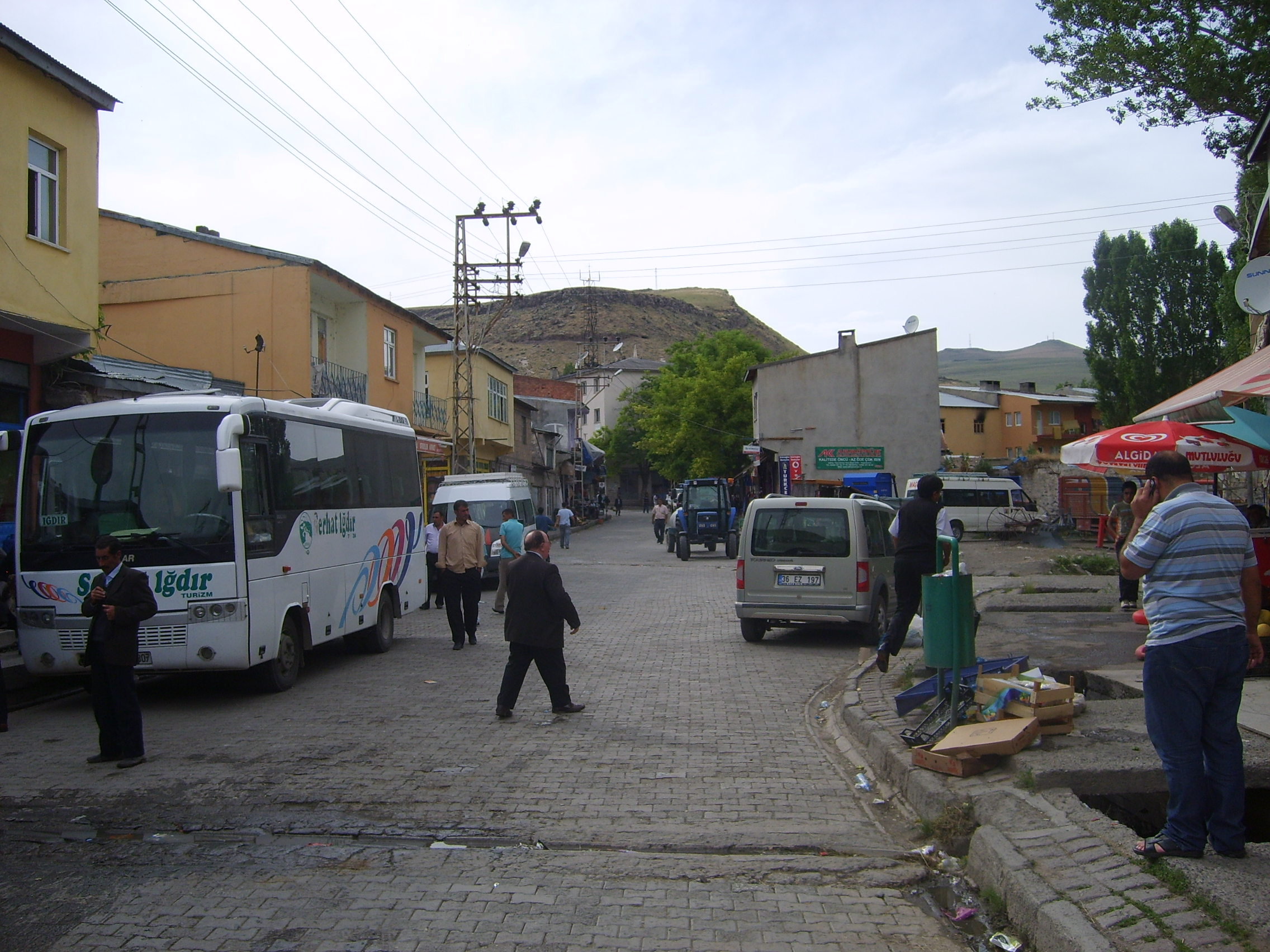
وسط مدينة ديغور

## روابط خارجية
- الموقع الرسمي للمدينة